# آخال‌تکه

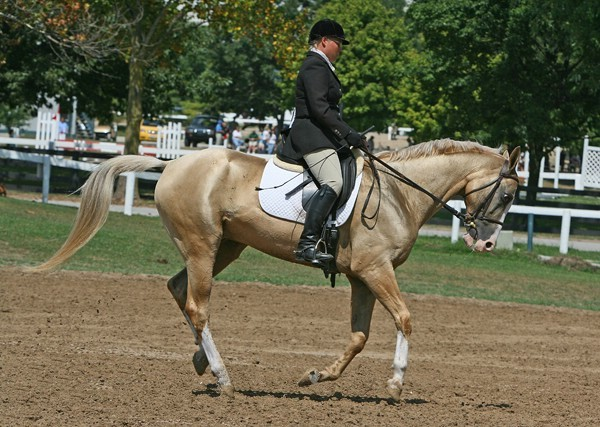
اسب آخال تکه. برخی آن را از ریشه اسب ترکمن می‌دانند

آخال‌تِکِه نژادی از اسب است که در ترکمنستان و ایران و روسیه پرورش می‌دهند و از نمادهای ملی کشور ترکمنستان  شمرده می‌شود.

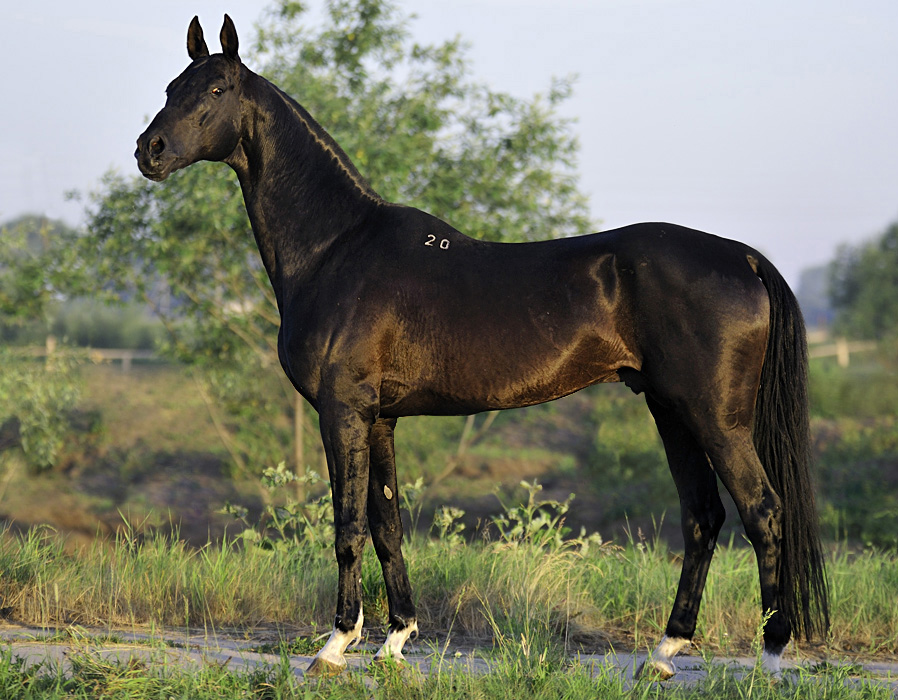
آخال تکه

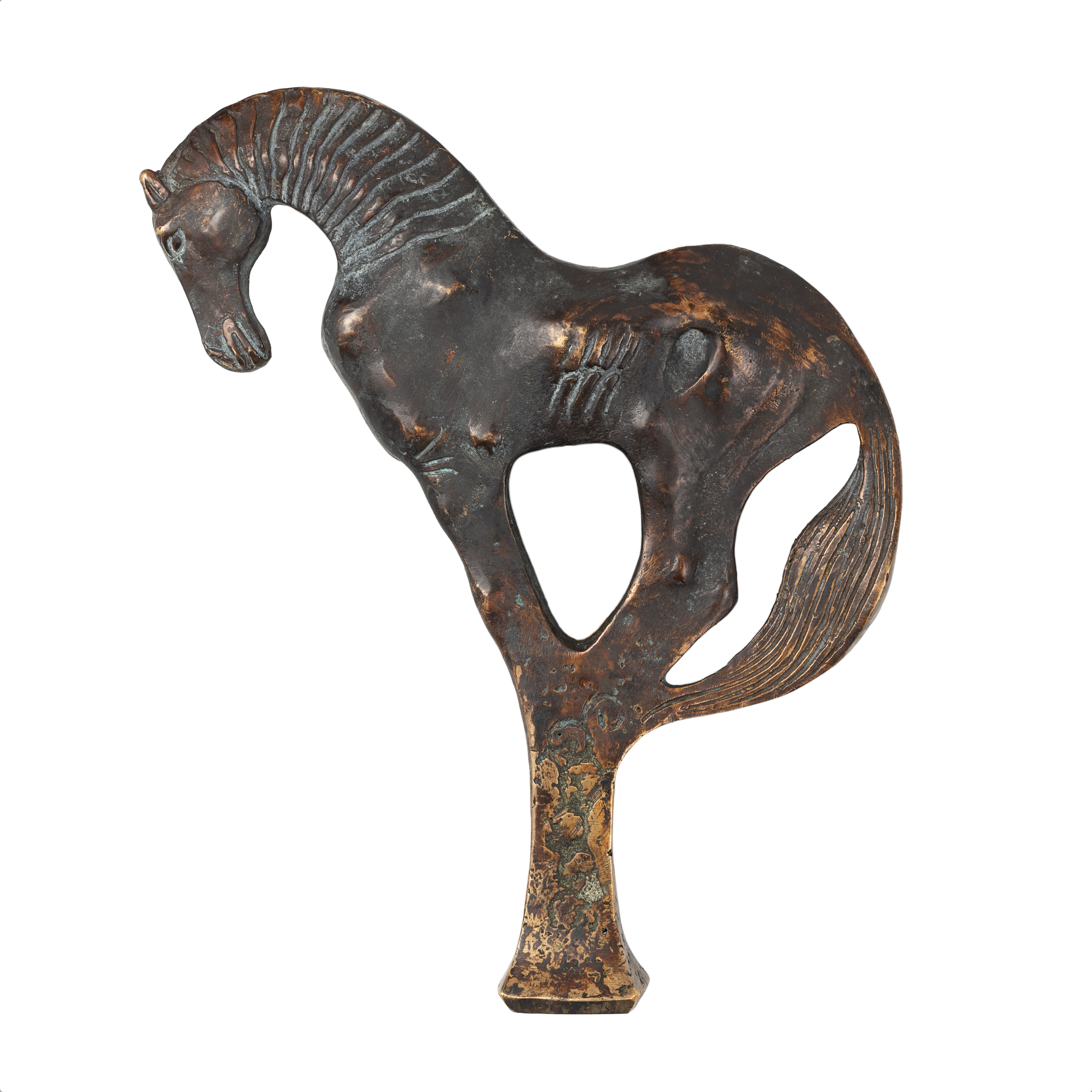
اسب آخال تکه باستان ، برنز ، قرن 4-1 قبل از میلاد.

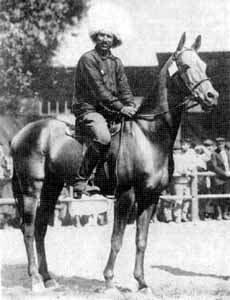
آخال تکه مِلِ کوش، ۱۹۰۹

همه ساله در آخرین یکشنبه آوریل، جشن اسب ترکمن که به خواست و ابتکار رئیس‌جمهور این کشور، بردی‌محمداف، به وجود آمده برگزار می‌شود. در طی آن آخال تکه را گرامی می‌دارند، حیوانی با قامت و گردنی کشیده و سر کوچک، و موهای ظریف یال و دم که می‌تواند هزار کیلومتر را در کمتر از یک هفته طی کند. جمعی از کارشناسان محلی و خارجی رقابت اسب‌ها این مسابقات را دنبال کنند.
این اسب‌ها ۱۴۷ تا ۱۶۳ سانتی‌متر ارتفاع دارند و رنگ براق متالیک آن‌ها (به ویژه در رنگ‌های روشن‌تر) مشهور است. این اسب در رنگ‌های کهر، نیله (طوسی)، سمند، کرنگ، سیاه، و سفید وجود دارد.اسب آخال تکه ترکمن  
آخال تکه به جز در سرزمین مادری ایران، ترکمنستان، در روسیه و آلمان و بسیاری از کشورهای اروپایی پرورش داده می‌شود.
از اسب‌های آخال تکه برای تولید نژادهای جدید استفاده شده‌است. آخال تکه می‌تواند یک اسب ورزشی باشد و در رشته‌های درساژ، پرش، دو سرعت و استقامت رقابت کند.

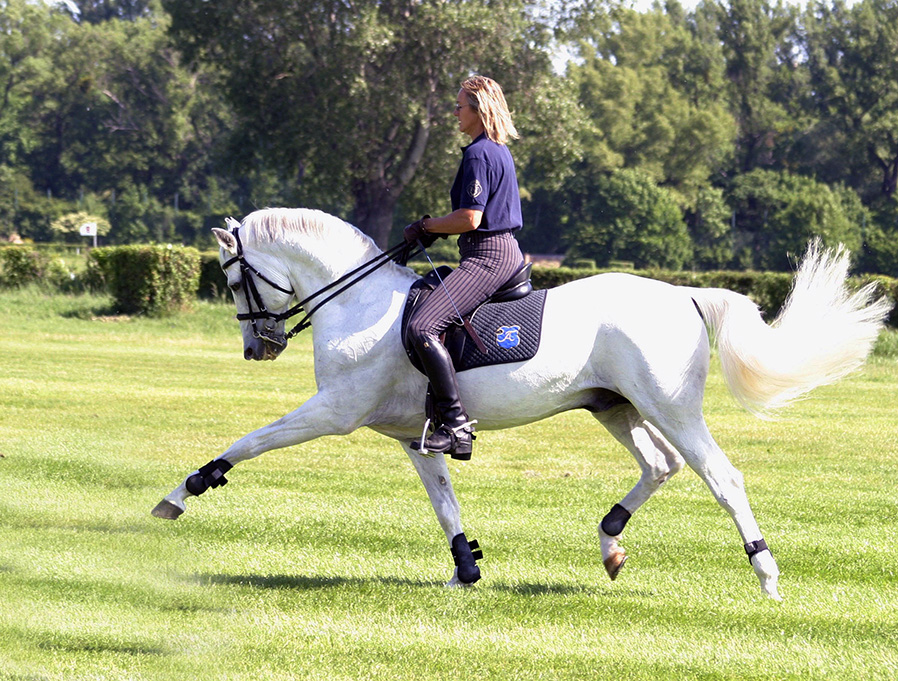
تمرین درساژ

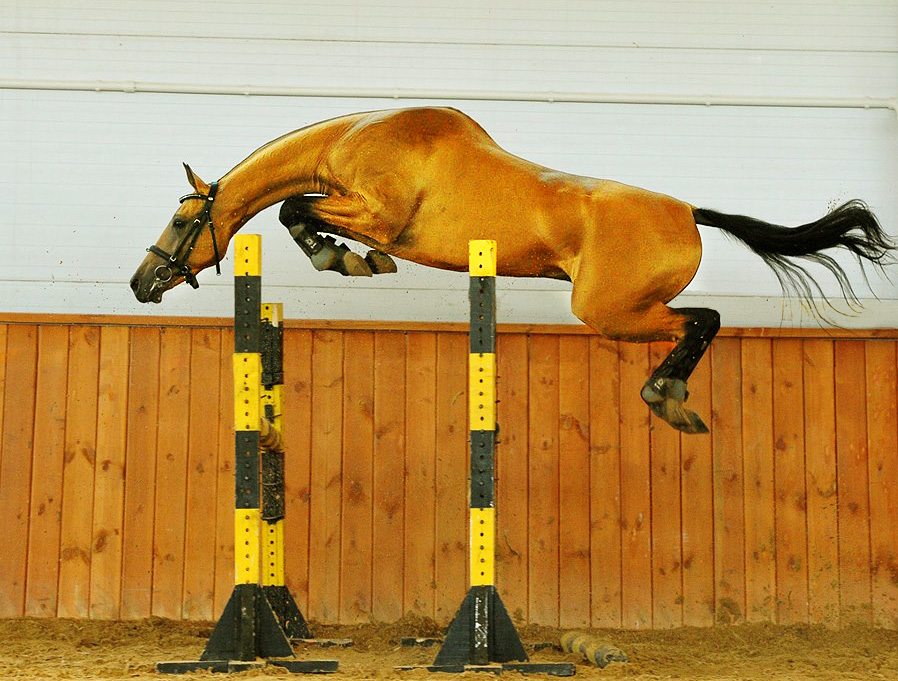
پرش آزاد

اما این اسب به دلیل سم‌های نرم 
شکننده خود برای مسیرهای کوهستانی
مناسب نیستند.

## نگارخانه

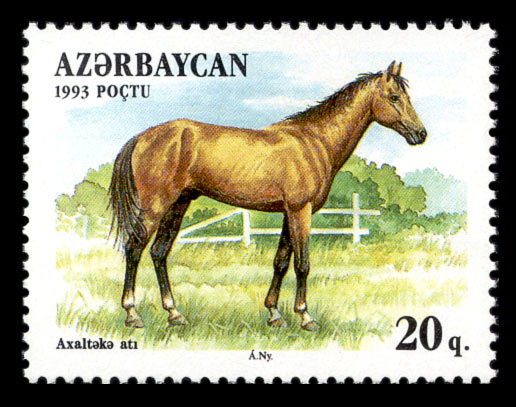
تمبر جمهوری آذربایجان سال ۱۹۹۳
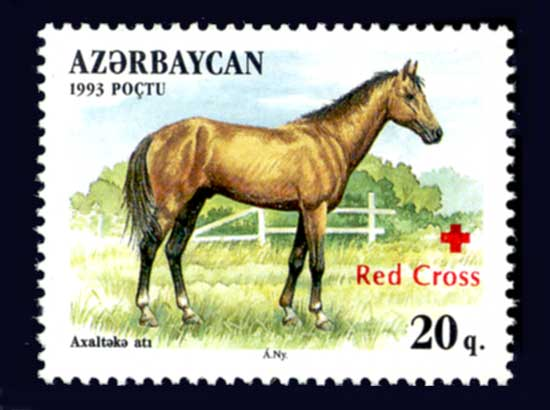
تمبر جمهوری آذربایجان سال ۱۹۹۷
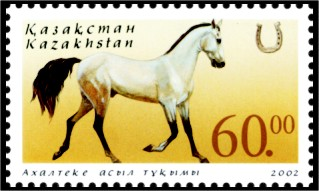
تمبر قزاقستان سال ۲۰۰۲
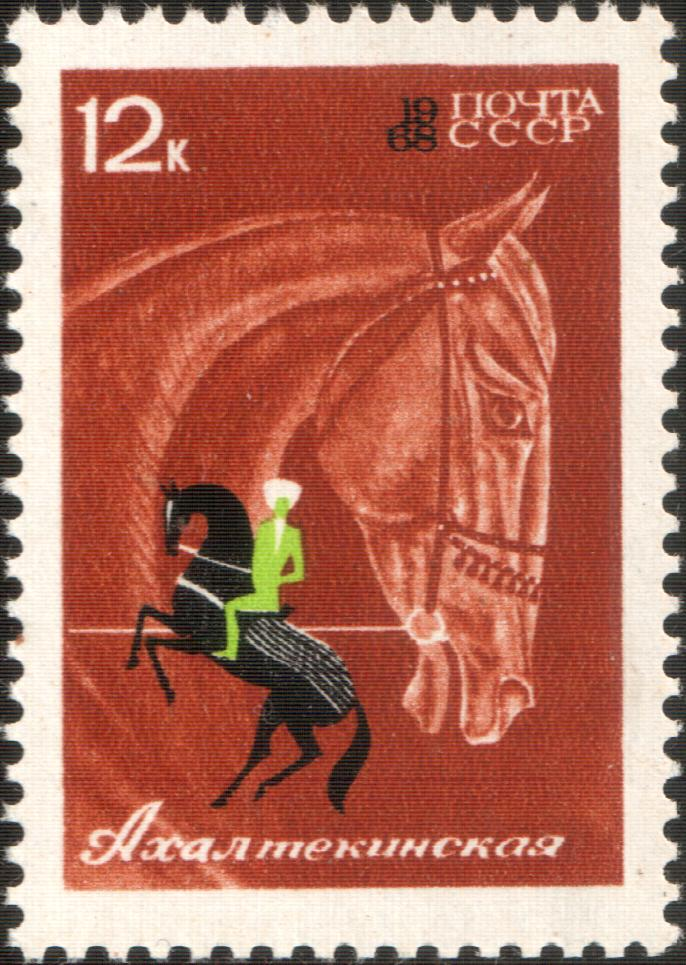
تمبر اتحاد جماهیر شوروی سوسیالیستی سال ۱۹۶۸
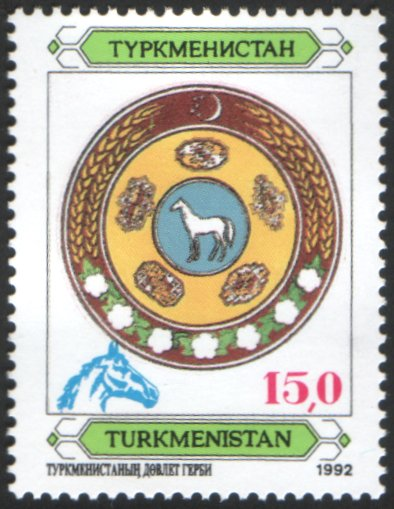
تمبر ترکمنستان سال ۱۹۹۲
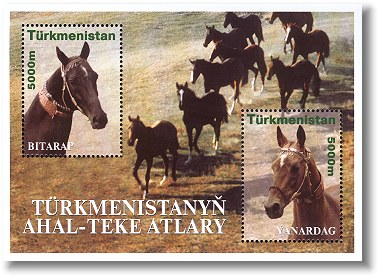
ترکمنستان سال ۲۰۰۱
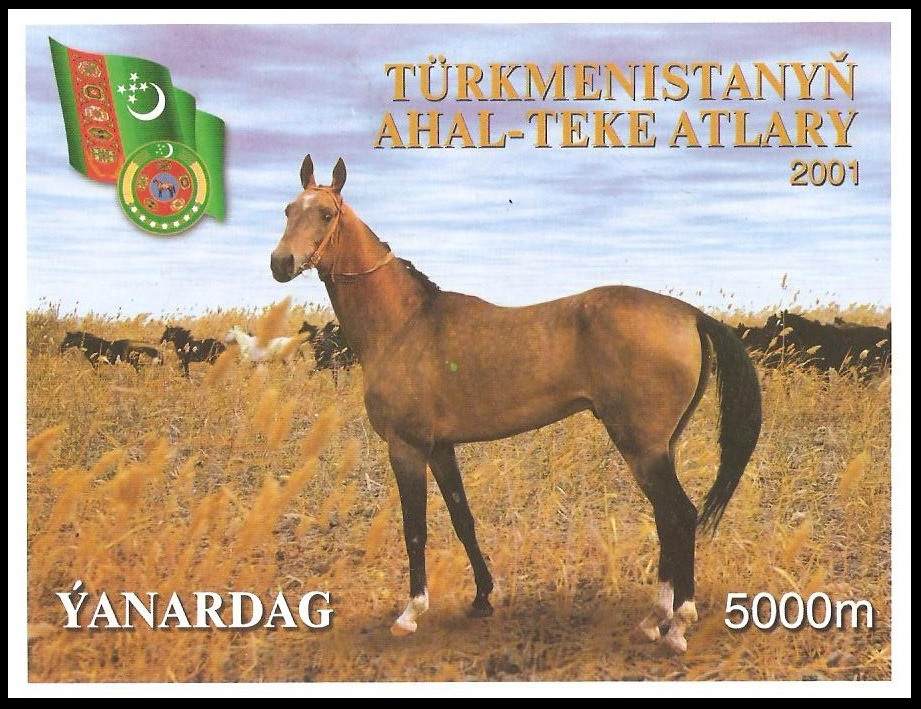
ترکمنستان سال ۲۰۰۱
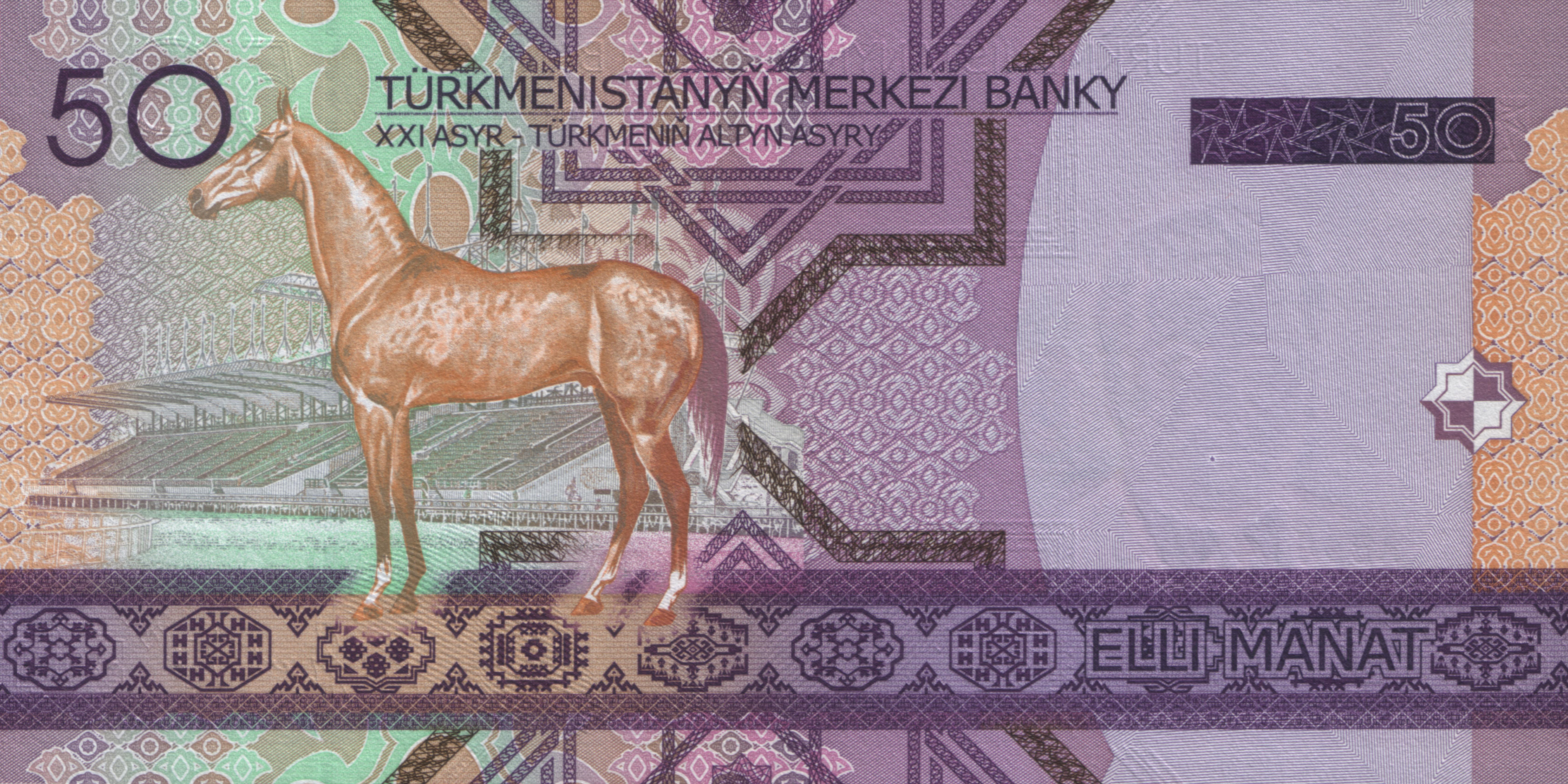
منات ترکمنستان